# راكان القحطاني
راكان القحطاني، هو لاعب كرة قدم سعودي يلعب كلاعب وسط لنادي النجوم.

## مسيرة اللاعب
لعب في نادي الفتح ونادي النجوم.